# Syzygium aurantiacum
Syzygium aurantiacum là một loài thực vật có hoa trong Họ Đào kim nương. Loài này được (H.Perrier) Labat & Schatz mô tả khoa học đầu tiên năm 2002.